# Nigéria a 2012. évi nyári olimpiai játékokon
Nigéria a nagy-britanniai Londonban megrendezett 2012. évi nyári olimpiai játékok egyik részt vevő nemzete volt. Az országot az olimpián 8 sportágban 53 sportoló képviselte, akik érmet nem szereztek.

## Asztalitenisz
Férfi
| Versenyző     | Versenyszám | Selejtező                                      | 64-es főtábla                                              | 48-as főtábla                                            | 32-es főtábla     | Nyolcaddöntő      | Negyeddöntő       | Elődöntő          | Döntő             | Helyezés |
| Versenyző     | Versenyszám | Ellenfél Eredmény                              | Ellenfél Eredmény                                          | Ellenfél Eredmény                                        | Ellenfél Eredmény | Ellenfél Eredmény | Ellenfél Eredmény | Ellenfél Eredmény | Ellenfél Eredmény | Helyezés |
| ------------- | ----------- | ---------------------------------------------- | ---------------------------------------------------------- | -------------------------------------------------------- | ----------------- | ----------------- | ----------------- | ----------------- | ----------------- | -------- |
| Quadri Aruna  | Egyes       | erőnyerő                                       | Carlos Machado (ESP) · 6-11, 11-6, 3-11, 13-11, 11-8, 11-6 | Bora Vang (TUR) · 11–6, 12–10, 10–12, 2–11, 10–12, 10–12 | kiesett           | kiesett           | kiesett           | kiesett           | kiesett           | 33.      |
| Segun Toriola | Egyes       | Andre Ho (CAN) · 9–11, 11–5, 11–6, 11–5, 12–10 | Jörgen Persson (SWE) · 8–11, 7–11, 10–12, 11–9, 6–11       | kiesett                                                  | kiesett           | kiesett           | kiesett           | kiesett           | kiesett           | 49.      |

Női
| Versenyző          | Versenyszám | Selejtező                                                         | 64-es főtábla                                          | 48-as főtábla     | 32-es főtábla     | Nyolcaddöntő      | Negyeddöntő       | Elődöntő          | Döntő             | Helyezés |
| Versenyző          | Versenyszám | Ellenfél Eredmény                                                 | Ellenfél Eredmény                                      | Ellenfél Eredmény | Ellenfél Eredmény | Ellenfél Eredmény | Ellenfél Eredmény | Ellenfél Eredmény | Ellenfél Eredmény | Helyezés |
| ------------------ | ----------- | ----------------------------------------------------------------- | ------------------------------------------------------ | ----------------- | ----------------- | ----------------- | ----------------- | ----------------- | ----------------- | -------- |
| Offiong Edem       | Egyes       | Dina Meshref (EGY) · 5–11, 11–2, 7–11, 12–10, 6–11, 3–11          | kiesett                                                | kiesett           | kiesett           | kiesett           | kiesett           | kiesett           | kiesett           | 65.      |
| Olufunke Oshonaike | Egyes       | Neda Shahsavari (IRI) · 11–13, 11–8, 11–8, 9–11, 11–4, 5–11, 11–3 | Wenling Tan Monfardini (ITA) · 7–11, 5–11, 10–12, 1–11 | kiesett           | kiesett           | kiesett           | kiesett           | kiesett           | kiesett           | 49.      |

## Atlétika
Férfi
| Versenyző          | Versenyszám | Selejtező | Selejtező | Selejtező | Előfutam | Előfutam | Előfutam | Elődöntő | Elődöntő | Elődöntő | Döntő   | Döntő    |
| Versenyző          | Versenyszám | Idő       | Hely.     | Össz.     | Idő      | Hely.    | Össz.    | Idő      | Hely.    | Össz.    | Idő     | Helyezés |
| ------------------ | ----------- | --------- | --------- | --------- | -------- | -------- | -------- | -------- | -------- | -------- | ------- | -------- |
| Obinna Metu        | 100 m       | kiemelt   | kiemelt   | kiemelt   | 10,35    | 5.       | 38.*     | kiesett  | kiesett  | kiesett  | kiesett | kiesett  |
| Peter Emelieze     | 100 m       | kiemelt   | kiemelt   | kiemelt   | 10,22    | 5.       | 22.***   | kiesett  | kiesett  | kiesett  | kiesett | kiesett  |
| Ogho-Oghene Egwero | 100 m       | kiemelt   | kiemelt   | kiemelt   | 10,38    | 6.       | 40.      | kiesett  | kiesett  | kiesett  | kiesett | kiesett  |
| Noah Akwu          | 200 m       |           |           |           | 20,67    | 5.       | 25.*     | kiesett  | kiesett  | kiesett  | kiesett | kiesett  |
| Selim Nurudeen     | 110 m gát   |           |           |           | 13,51    | 2.       | 16.      | 13,55    | 5.       | 18.*     | kiesett | kiesett  |
| Amaechi Marton     | 400 m gát   |           |           |           | 49,34    | 3.       | 16.      | kizárták | kizárták | kizárták | kiesett | kiesett  |

| Versenyző        | Versenyszám | Selejtező | Selejtező | Döntő    | Döntő    |
| Versenyző        | Versenyszám | Eredmény  | Helyezés  | Eredmény | Helyezés |
| ---------------- | ----------- | --------- | --------- | -------- | -------- |
| Stanley Gbagbeke | Távolugrás  | 759 cm    | 27.       | kiesett  | kiesett  |
| Tosin Oke        | Hármasugrás | 16,83 m   | 9.        | 16,95 m  | 7.       |

Női
| Versenyző                                                                     | Versenyszám     | Selejtező | Selejtező | Selejtező | Előfutam | Előfutam | Előfutam | Elődöntő | Elődöntő | Elődöntő | Döntő    | Döntő    |
| Versenyző                                                                     | Versenyszám     | Idő       | Hely.     | Össz.     | Idő      | Hely.    | Össz.    | Idő      | Hely.    | Össz.    | Idő      | Helyezés |
| ----------------------------------------------------------------------------- | --------------- | --------- | --------- | --------- | -------- | -------- | -------- | -------- | -------- | -------- | -------- | -------- |
| Blessing Okagbare                                                             | 100 m           | kiemelt   | kiemelt   | kiemelt   | 10,93    | 1.       | 2.       | 10,92    | 1.       | 4.*      | 11,01    | 8.       |
| Damola Osayomi                                                                | 100 m           | kiemelt   | kiemelt   | kiemelt   | 11,36    | 4.       | 29.      | kiesett  | kiesett  | kiesett  | kiesett  | kiesett  |
| Gloria Asumnu                                                                 | 100 m           | kiemelt   | kiemelt   | kiemelt   | 11,13    | 3.       | 16.      | 11,21    | 5.       | 13.      | kiesett  | kiesett  |
| Gloria Asumnu                                                                 | 200 m           |           |           |           | 23,43    | 6.       | 35.      | kiesett  | kiesett  | kiesett  | kiesett  | kiesett  |
| Christy Udoh                                                                  | 200 m           |           |           |           | 23,19    | 5.       | 25.      | kiesett  | kiesett  | kiesett  | kiesett  | kiesett  |
| Omolara Omotosho                                                              | 400 m           |           |           |           | 52,11    | 4.       | 20.      | 51,41    | 4.       | 13.*     | kiesett  | kiesett  |
| Regina George                                                                 | 400 m           |           |           |           | 51,24    | 1.       | 10.      | 51,35    | 5.       | 11.      | kiesett  | kiesett  |
| Seun Adigun                                                                   | 100 m gát       |           |           |           | 13,56    | 4.       | 33.      | kiesett  | kiesett  | kiesett  | kiesett  | kiesett  |
| AJ Odumosu                                                                    | 400 m gát       |           |           |           | 54,93    | 3.       | 10.      | 54,40    | 1.       | 6.       | 55,31    | 8.       |
| Damola Osayomi Gloria Asumnu Endurance Abinuwa Blessing Okagbare Christy Udoh | 4 × 100 m váltó |           |           |           | 42,74    | 5.       | 8.       |          |          |          | 42,64    | 4.       |
| Omolara Omotosho AJ Odumosu Regina George Bukola Abogunloko Idara Otu         | 4 × 400 m váltó |           |           |           | 3:26,29  | 4.       | 8.       |          |          |          | kizárták | kizárták |

| Versenyző         | Versenyszám | Selejtező | Selejtező | Döntő    | Döntő    |
| Versenyző         | Versenyszám | Eredmény  | Helyezés  | Eredmény | Helyezés |
| ----------------- | ----------- | --------- | --------- | -------- | -------- |
| Doreen Amata      | Magasugrás  | 190 cm    | 17.       | kiesett  | kiesett  |
| Blessing Okagbare | Távolugrás  | 634 cm    | 17.       | kiesett  | kiesett  |

| Versenyző       | Versenyszám | 100 m gát | 100 m gát | Magasugrás | Magasugrás | Súlylökés | Súlylökés | 200 m | 200 m | Távolugrás | Távolugrás | Gerelyhajítás    | Gerelyhajítás    | 800 m            | 800 m            | Végeredmény   | Végeredmény   |
| Versenyző       | Versenyszám | Idő       | Pont      | Eredmény   | Pont       | Eredmény  | Pont      | Idő   | Pont  | Eredmény   | Pont       | Eredmény         | Pont             | Idő              | Pont             | Pont          | Helyezés      |
| --------------- | ----------- | --------- | --------- | ---------- | ---------- | --------- | --------- | ----- | ----- | ---------- | ---------- | ---------------- | ---------------- | ---------------- | ---------------- | ------------- | ------------- |
| Uhunoma Osazuwa | Hétpróba    | 13,46     | 1056      | 177 cm     | 941        | 12,77 m   | 712       | 24,62 | 922   | 574 cm     | 771        | nem állt rajthoz | nem állt rajthoz | nem állt rajthoz | nem állt rajthoz | nem ért célba | nem ért célba |

* - egy másik versenyzővel azonos eredményt ért el

*** - három másik versenyzővel azonos eredményt ért el

## Birkózás

### Férfi
Szabadfogású
| Versenyző      | Versenyszám | Selejtező         | Nyolcaddöntő                        | Negyeddöntő       | Elődöntő          | Vigaszág első kör | Vigaszág elődöntő                    | Bronz- mérkőzés   | Döntő             | Helyezés |
| Versenyző      | Versenyszám | Ellenfél Eredmény | Ellenfél Eredmény                   | Ellenfél Eredmény | Ellenfél Eredmény | Ellenfél Eredmény | Ellenfél Eredmény                    | Ellenfél Eredmény | Ellenfél Eredmény | Helyezés |
| -------------- | ----------- | ----------------- | ----------------------------------- | ----------------- | ----------------- | ----------------- | ------------------------------------ | ----------------- | ----------------- | -------- |
| Andrew Dick    | 84 kg       | erőnyerő          | Jaime Espinal (PUR) · 0–7, 1–2      |                   |                   |                   | Dato Marsagishvili (GEO) · (sérülés) | kiesett           |                   | 18.      |
| Sinivie Boltic | 96 kg       | erőnyerő          | Nicolae Ceban (MDA) · 0–1, 1–0, 0–1 | kiesett           | kiesett           |                   |                                      |                   |                   | 14.      |

### Női
Szabadfogású
| Versenyző          | Versenyszám | Selejtező         | Nyolcaddöntő                      | Negyeddöntő       | Elődöntő          | Vigaszág első kör | Vigaszág elődöntő | Bronz- mérkőzés   | Döntő             | Helyezés |
| Versenyző          | Versenyszám | Ellenfél Eredmény | Ellenfél Eredmény                 | Ellenfél Eredmény | Ellenfél Eredmény | Ellenfél Eredmény | Ellenfél Eredmény | Ellenfél Eredmény | Ellenfél Eredmény | Helyezés |
| ------------------ | ----------- | ----------------- | --------------------------------- | ----------------- | ----------------- | ----------------- | ----------------- | ----------------- | ----------------- | -------- |
| Blessing Oborududu | 63 kg       | erőnyerő          | Monika Michalik (POL) · 0–2, 0–3  | kiesett           | kiesett           |                   |                   |                   |                   | 18.      |
| Amarachi Obiajunwa | 72 kg       | erőnyerő          | Wang Jiao (CHN) · 0–4 (kétvállas) | kiesett           | kiesett           |                   |                   |                   |                   | 15.      |

## Kajak-kenu

### Szlalom
| Jonathan Akinyemi | Férfi kajak egyes | 104,70 | 20. | 146,95 | 21. | 104,70 | 21. | kiesett | kiesett | kiesett | kiesett | kiesett | kiesett |

## Kosárlabda

### Férfi
| Nigériai férfi kosárlabdacsapat-játékoskeret                                                | Nigériai férfi kosárlabdacsapat-játékoskeret                                                               |
| ------------------------------------------------------------------------------------------- | --- |
| - Alade Aminu - Al-Farouq Aminu - Koko Archibong - Ade Dagunduro - Ike Diogu - Ekene Ibekwe | - Derrick Obasohan - Chamberlain Oguchi - Richard Oruche - Olumide Oyedeji - Anthony Skinn - Ejike Ugboaja |

#### Eredmények
Csoportkör
A csoport
| Csapat                 | M | Gy | V | P+  | P–  | Pk   | PA    | P  |
| ---------------------- | - | -- | - | --- | --- | ---- | ----- | -- |
| Egyesült Államok (USA) | 5 | 5  | 0 | 589 | 398 | +191 | 1,480 | 10 |
| Franciaország (FRA)    | 5 | 4  | 1 | 376 | 378 | −2   | 0,995 | 9  |
| Argentína (ARG)        | 5 | 3  | 2 | 448 | 424 | +24  | 1,057 | 8  |
| Litvánia (LTU)         | 5 | 2  | 3 | 395 | 399 | −4   | 0,990 | 7  |
| Nigéria (NGR)          | 5 | 1  | 4 | 338 | 456 | −118 | 0,741 | 6  |
| Tunézia (TUN)          | 5 | 0  | 5 | 320 | 411 | −91  | 0,779 | 5  |

| 2012. július 29. 09:00 (10:00) | Nigéria (NGR)                          | 60–56     | Tunézia (TUN)   | Basketball Arena, London Játékvezetők: Ilija Belošević (SRB), Marcos Benito (BRA), Rabah Noujaim (LIB) |
| 2012. július 29. 09:00 (10:00) | (18–7, 13–8, 14–16, 15–25) Jegyzőkönyv |           |                 | Basketball Arena, London Játékvezetők: Ilija Belošević (SRB), Marcos Benito (BRA), Rabah Noujaim (LIB) |
| 2012. július 29. 09:00 (10:00) | Aminu 15                               | Pont      | Rzig 18         | Basketball Arena, London Játékvezetők: Ilija Belošević (SRB), Marcos Benito (BRA), Rabah Noujaim (LIB) |
| 2012. július 29. 09:00 (10:00) | Diogu 10                               | Lepattanó | Ben Romdhane 12 | Basketball Arena, London Játékvezetők: Ilija Belošević (SRB), Marcos Benito (BRA), Rabah Noujaim (LIB) |
| 2012. július 29. 09:00 (10:00) | Skinn 3                                | Gólpassz  | három játékos 3 | Basketball Arena, London Játékvezetők: Ilija Belošević (SRB), Marcos Benito (BRA), Rabah Noujaim (LIB) |

| 2012. július 31. 14:30 (15:30) | Litvánia (LTU)                          | 72–53     | Nigéria (NGR)       | Basketball Arena, London Játékvezetők: Cristiano Maranho (BRA), Stephen Seibel (CAN), Vitalis Gode (KEN) |
| 2012. július 31. 14:30 (15:30) | (14–8, 20–19, 22–13, 16–13) Jegyzőkönyv |           |                     | Basketball Arena, London Játékvezetők: Cristiano Maranho (BRA), Stephen Seibel (CAN), Vitalis Gode (KEN) |
| 2012. július 31. 14:30 (15:30) | Songaila 12                             | Pont      | Diogu, Al. Aminu 12 | Basketball Arena, London Játékvezetők: Cristiano Maranho (BRA), Stephen Seibel (CAN), Vitalis Gode (KEN) |
| 2012. július 31. 14:30 (15:30) | Kleiza 6                                | Lepattanó | Al. Aminu 11        | Basketball Arena, London Játékvezetők: Cristiano Maranho (BRA), Stephen Seibel (CAN), Vitalis Gode (KEN) |
| 2012. július 31. 14:30 (15:30) | Jasikevičius 9                          | Gólpassz  | Al. Aminu 2         | Basketball Arena, London Játékvezetők: Cristiano Maranho (BRA), Stephen Seibel (CAN), Vitalis Gode (KEN) |

| 2012. augusztus 2. 22:15 (23:15) | Egyesült Államok (USA)                   | 156–73    | Nigéria (NGR) | Basketball Arena, London Játékvezetők: Juan Arteaga (ESP), Robert Lottermoser (GER), Jelena Csernova (RUS) |
| 2012. augusztus 2. 22:15 (23:15) | (49–25, 29–20, 41–17, 37–11) Jegyzőkönyv |           |               | Basketball Arena, London Játékvezetők: Juan Arteaga (ESP), Robert Lottermoser (GER), Jelena Csernova (RUS) |
| 2012. augusztus 2. 22:15 (23:15) | Anthony 37                               | Pont      | Diogu 27      | Basketball Arena, London Játékvezetők: Juan Arteaga (ESP), Robert Lottermoser (GER), Jelena Csernova (RUS) |
| 2012. augusztus 2. 22:15 (23:15) | Davis, Love 6                            | Lepattanó | Diogu 7       | Basketball Arena, London Játékvezetők: Juan Arteaga (ESP), Robert Lottermoser (GER), Jelena Csernova (RUS) |
| 2012. augusztus 2. 22:15 (23:15) | Williams 11                              | Gólpassz  | Aminu 4       | Basketball Arena, London Játékvezetők: Juan Arteaga (ESP), Robert Lottermoser (GER), Jelena Csernova (RUS) |

| 2012. augusztus 4. 22:15 (23:15) | Nigéria (NGR)                            | 79–93     | Argentína (ARG) | Basketball Arena, London Játékvezetők: Cristiano Maranho (BRA), Michael Aylen (AUS), Samir Abaakil (MAR) |
| 2012. augusztus 4. 22:15 (23:15) | (19–37, 18–20, 20–19, 22–17) Jegyzőkönyv |           |                 | Basketball Arena, London Játékvezetők: Cristiano Maranho (BRA), Michael Aylen (AUS), Samir Abaakil (MAR) |
| 2012. augusztus 4. 22:15 (23:15) | Diogu 16                                 | Pont      | Scola 22        | Basketball Arena, London Játékvezetők: Cristiano Maranho (BRA), Michael Aylen (AUS), Samir Abaakil (MAR) |
| 2012. augusztus 4. 22:15 (23:15) | Diogu 11                                 | Lepattanó | Nocioni 6       | Basketball Arena, London Játékvezetők: Cristiano Maranho (BRA), Michael Aylen (AUS), Samir Abaakil (MAR) |
| 2012. augusztus 4. 22:15 (23:15) | Aminu 5                                  | Gólpassz  | Ginóbili 8      | Basketball Arena, London Játékvezetők: Cristiano Maranho (BRA), Michael Aylen (AUS), Samir Abaakil (MAR) |

| 2012. augusztus 6. 14:30 (15:30) | Franciaország (FRA)                      | 79–73     | Nigéria (NGR)     | Basketball Arena, London Játékvezetők: Recep Ankaralı (TUR), Michael Aylen (AUS), Rabah Noujaim (LIB) |
| 2012. augusztus 6. 14:30 (15:30) | (23–10, 18–20, 15–24, 23–19) Jegyzőkönyv |           |                   | Basketball Arena, London Játékvezetők: Recep Ankaralı (TUR), Michael Aylen (AUS), Rabah Noujaim (LIB) |
| 2012. augusztus 6. 14:30 (15:30) | Batum 23                                 | Pont      | Oguchi 35         | Basketball Arena, London Játékvezetők: Recep Ankaralı (TUR), Michael Aylen (AUS), Rabah Noujaim (LIB) |
| 2012. augusztus 6. 14:30 (15:30) | Batum, Diaw 6                            | Lepattanó | Diogu, A. Aminu 7 | Basketball Arena, London Játékvezetők: Recep Ankaralı (TUR), Michael Aylen (AUS), Rabah Noujaim (LIB) |
| 2012. augusztus 6. 14:30 (15:30) | Parker 7                                 | Gólpassz  | négy játékos 2    | Basketball Arena, London Játékvezetők: Recep Ankaralı (TUR), Michael Aylen (AUS), Rabah Noujaim (LIB) |

| Csapat        | Helyezés |
| ------------- | -------- |
| Nigéria (NGR) | 10.      |

## Ökölvívás
Férfi
| Versenyző      | Versenyszám  | Selejtező                   | Nyolcaddöntő      | Negyeddöntő       | Elődöntő          | Döntő             | Helyezés |
| Versenyző      | Versenyszám  | Ellenfél Eredmény           | Ellenfél Eredmény | Ellenfél Eredmény | Ellenfél Eredmény | Ellenfél Eredmény | Helyezés |
| -------------- | ------------ | --------------------------- | ----------------- | ----------------- | ----------------- | ----------------- | -------- |
| Muideen Akanji | Középsúly    | Darren O’Neill (IRL) · 6–15 | kiesett           | kiesett           | kiesett           | kiesett           | 17.      |
| Lukmon Lawal   | Félnehézsúly | Íháb Darvís (JOR) · 7–19    | kiesett           | kiesett           | kiesett           | kiesett           | 17.      |

Női
| Versenyző   | Versenyszám | Selejtező                       | Negyeddöntő                      | Elődöntő          | Döntő             | Helyezés |
| Versenyző   | Versenyszám | Ellenfél Eredmény               | Ellenfél Eredmény                | Ellenfél Eredmény | Ellenfél Eredmény | Helyezés |
| ----------- | ----------- | ------------------------------- | -------------------------------- | ----------------- | ----------------- | -------- |
| Edith Ogoke | Középsúly   | Yelena Vıstropova (AZE) · 14–12 | Nagyezsda Torlopova (RUS) · 8–18 | kiesett           | kiesett           | 5.       |

## Súlyemelés
Férfi
| Versenyző  | Versenyszám | Szakítás | Szakítás | Lökés    | Lökés    | Összesen | Helyezés |
| Versenyző  | Versenyszám | Eredmény | Helyezés | Eredmény | Helyezés | Összesen | Helyezés |
| ---------- | ----------- | -------- | -------- | -------- | -------- | -------- | -------- |
| Felix Ekpo | 77 kg       | 151      | 7.       | 180      | 8.       | 331      | 8.       |

Női
| Versenyző    | Versenyszám | Szakítás | Szakítás | Lökés                    | Lökés                    | Összesen | Helyezés |
| Versenyző    | Versenyszám | Eredmény | Helyezés | Eredmény                 | Helyezés                 | Összesen | Helyezés |
| ------------ | ----------- | -------- | -------- | ------------------------ | ------------------------ | -------- | -------- |
| Mariam Usman | +75 kg      | 129      | 3.       | érvényes kísérlet nélkül | érvényes kísérlet nélkül | kiesett  | kiesett  |

## Taekwondo
Férfi
| Versenyző          | Versenyszám | Nyolcaddöntő                    | Negyeddöntő       | Elődöntő          | Vigaszág elődöntő | Bronz- mérkőzés   | Döntő             | Helyezés |
| Versenyző          | Versenyszám | Ellenfél Eredmény               | Ellenfél Eredmény | Ellenfél Eredmény | Ellenfél Eredmény | Ellenfél Eredmény | Ellenfél Eredmény | Helyezés |
| ------------------ | ----------- | ------------------------------- | ----------------- | ----------------- | ----------------- | ----------------- | ----------------- | -------- |
| Isah Mohammad      | Pehelysúly  | Mohammad Abu Libde (JOR) · 1–13 | kiesett           | kiesett           |                   |                   |                   | 11.      |
| Chika Chukwumerije | Nehézsúly   | Robelis Despaigne (CUB) · 0–1   | kiesett           | kiesett           |                   |                   |                   | 11.      |